# Siège de Melun (1420)
 (février 2018).
Guerre de Cent Ans
Batailles
Le siège de Melun se déroule du 7 juillet au 17 novembre 1420, durant la guerre de Cent Ans.

## Introduction
Après l'entrée en vigueur du traité de Troyes et son mariage avec Catherine de Valois, Henri V d'Angleterre décide de soulager Paris, qui subit depuis de nombreux mois le blocus de ses principales voies d'approvisionnement en raison de la présence de garnisons fidèles au Dauphin sur le cours des principaux cours d'eau au nord, à l'est au sud de Paris.
Le 4 juin 1420, il quitte Troyes accompagné de sa femme, du roi et de la reine de France, du roi d'Écosse et du duc de Bourgogne. Avec une troupe de 4 000 Anglais et un nombre un peu plus important de troupes bourguignonnes, l'armée se dirige d'abord vers Sens, qui capitule sans opposer de résistance le 11 juin. Montereau-Fault-Yonne est prise le 1er juillet après un bref siège.

## Déroulement du siège
Henri V vient mettre le siège devant Melun, défendue par une garnison de 600 à 700 hommes sous le commandement d'Arnault Guilhem de Barbazan. Ce dernier tint tête durant cinq mois aux troupes anglaises et bourguignonnes avec leur tête le roi Henri V et le duc Philippe III de Bourgogne. Attendant toujours du secours du Dauphin, les habitants montrèrent un grand courage en résistant avec acharnement et un patriotisme exacerbé. Ils durent se nourrir de chevaux puis de rats et de souris. Lorsque l'argent manqua, les plus nobles bourgeois s'engagèrent à fournir la solde des gens de guerre. 
La perte de tout espoir d'être secouru ainsi que la famine causa finalement la chute de la ville. La ville en tire d'ailleurs sa devise : Fida muris usque ad mures (en français : Fidèle aux murs jusqu'à manger des rats). Les habitants durent se rendre aux Anglais qui leur imposèrent les plus dures conditions ; des otages furent livrés et un grand nombre d'habitants emmenés prisonniers, dont Barbazan. Les soldats écossais qui avaient combattu aux côtés de Barbazan furent immédiatement exécutés devant le roi Jacques Ier.
Accusé de complicité dans l'assassinat de Jean sans Peur en 1419, Barbazan est soumis à la torture et enfermé à Château-Gaillard. Il n'en sort affaibli qu'en 1429, lorsque La Hire s'empare de la forteresse. Barbazan se met immédiatement au service de Charles VII et combat pour lui jusqu'à sa mort en 1431.

## Suites
Les Anglais demeurèrent maitres de Melun jusqu'en 1430, date à laquelle la ville se libéra elle-même, profitant de ce que la garnison anglaise avait été affaiblie momentanément. Elle fut toutefois reprise par les Anglais en 1432 pour n'être définitivement libérée qu'en 1435. 